# Köröstarcsa
Köröstarcsa ist eine ungarische Gemeinde im Kreis Békés im Komitat Békés. Zur Gemeinde gehört der Ortsteil Köröstarcsaitanyák.

## Geografische Lage
Köröstarcsa liegt 14 Kilometer nordwestlich des Komitatssitzes und der Kreisstadt Békés am linken Ufer des Flusses Kettős-Körös. Nachbargemeinden sind Körösladány, Mezőberény und Csárdaszállás.

## Geschichte
Im Jahr 1913 gab es in der damaligen Kleingemeinde 1238 Häuser und 5650 Einwohner auf einer Fläche von 15.493 Katastraljochen. Sie gehörte zu dieser Zeit zum Bezirk Békés im Komitat Békés.

## Söhne und Töchter der Gemeinde
- Károly Szabó (1824–1890), Historiker, Bibliothekar und Hochschullehrer
- György Gulyás (1916–1993), Musikpädagoge und Chorleiter
- István S. Nagy (1934–2015), Liederkomponist und Textdichter
- Ilona Bartalus (1940–2021), Musikpädagogin, Chorleiterin und Musikdirektorin beim Fernsehen
- Gabi Paczuk (* 1976), Schauspielerin

## Gemeindepartnerschaft
- Orom (Ором), Serbien

## Sehenswürdigkeiten
- Heimatmuseum (Tájház)
- 1956er-Denkmal
- Pavillon im Wäldchen an einem toten Flussarm
- Reformierte Kirche, erbaut 1794–1796 im Zopfstil, die Orgel der Kirche wurde 1854 gebaut
- Römisch-katholische Kapelle Szent Imre mit separatem Glockenturm
- Traditionelle Bauernhäuser
- Weltkriegsdenkmal

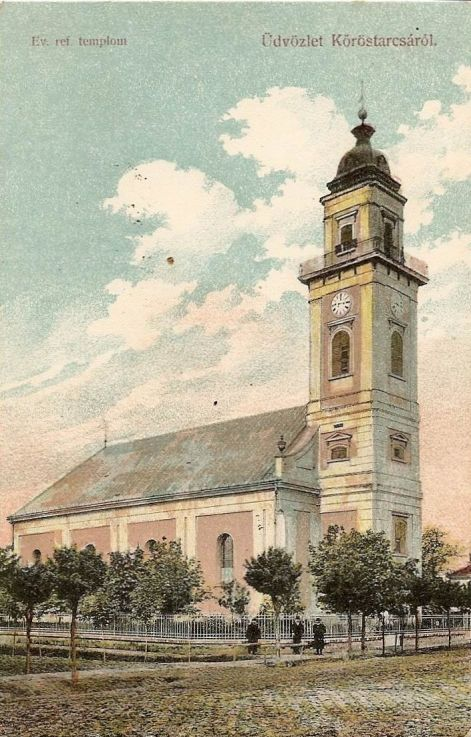
Reformierte Kirche (Postkarte 1908)
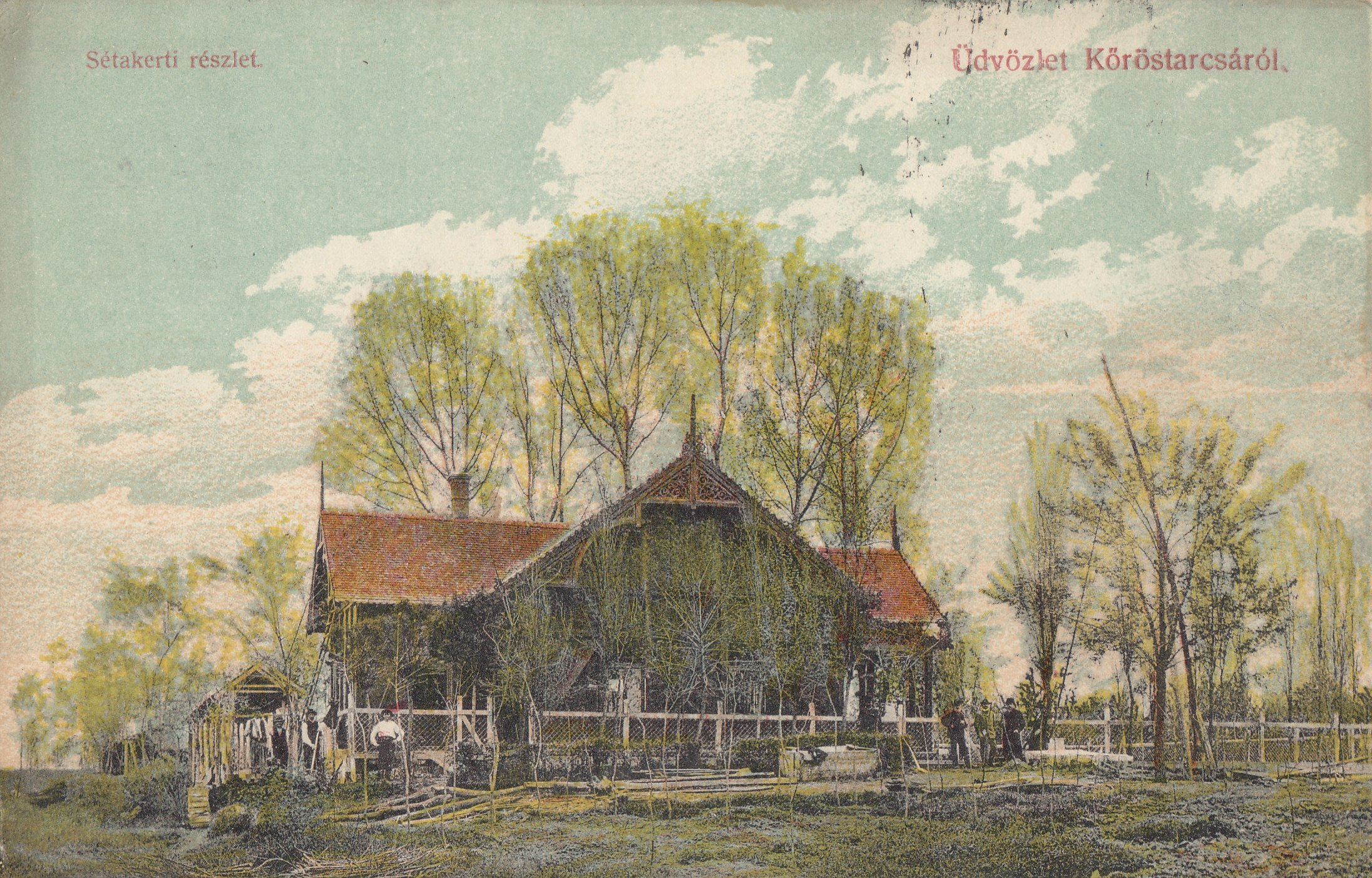
Pavillon (Postkarte 1908)
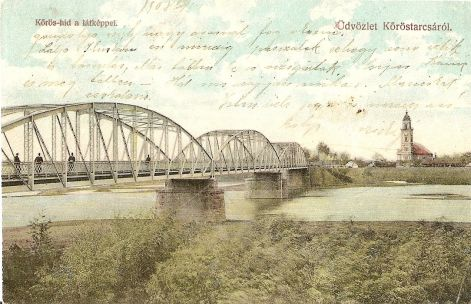
Alte Brücke über den Fluss (Postkarte 1908)

## Verkehr
Durch Köröstarcsa verläuft die Hauptstraße Nr. 47, von der die Landstraße Nr. 4223 nach Csárdaszállás abzweigt. Es bestehen Busverbindungen über Mezőberény und Békés nach Békéscsaba, über Körösladány nach Dévaványa sowie über Körösladány und Szeghalom nach Füzesgyarmat. Die nächstgelegenen Bahnhöfe befinden sich nördlich in Körösladány und südlich in Mezőberény.